# Michiru Yamane
Michiru Yamane (山根 ミチル, Yamane Michiru) (nascida em 1963) é uma compositora de videogames do Japão. Ela é primariamente conhecida pelo seu trabalho na série Castlevania e noutros jogos da Konami, incluindo Suikoden. Sua primeira composição foi usada em Twinbee (prequela do Stinger, lançado para os Estados Unidos da América). Michiru Yamane tocou a sua música usada nos jogos da série Castlevania com um cravo no 4º Symphonic Game Music Concert em Leipzig, Alemanha em 23 de agosto de 2006. Ela saiu da Konami e tornou-se uma compositora independente. Atualmente está trabalhando como compositora do game Bloodstained: Ritual of the Night em parceira com Ippo Yamada.

## Contribuições de Michiru Yamane

### Arcade
- Detana! Twinbee (com Hidenori Maezawa (também conhecido como Michael Maezawa) e Masae Nakashima; também conhecido como Bells & Whistles)
- Vendetta (com Hideaki Kashima)
- Wild West C.O.W.-Boys of Moo Mesa
- Dance Dance Revolution MAX 2 USA: Forever Sunshine (sob o apelido de Chel Y. com Erica Ash como vocalista)
- beatmania IIDX 14 GOLD: カミロ・ウナ・メンデス *Camiro una Mendes*
- pop'n music 15 ADVENTURE: 悪魔城ドラキュラメドレー ～ハイブリッド・ヴァージョン～ *Akumajo Dracula Medley ~Hybrid Version~*

### NintendoGame Boy
- Nemesis (com Shinya Sakamoto, Yuuji Takenouchi, e Tomoya Tomita)
- Teenage Mutant Ninja Turtles: Fall of the Foot Clan (com Tomoko Nishikawa)

### SegaGenesis
- Castlevania: Bloodlines
- Contra: Hard Corps (com Akiropito, Miyaoka Kenji, Gajokai, e Nitachigu; creditada como "Chiru2 Yamane")
- Rocket Knight Adventures (com Masanori Ohuchi, Aki Hata, Masanori Adachi, e Hiroshi Kobayashi)

### SonyPlayStation
- Castlevania: Symphony of the Night
- Elder Gate
- Gungage

### NintendoGame Boy Advance
- Castlevania: Harmony of Dissonance (somente as músicas do modo "boss rush" e a "Vampire Killer 2002 remix")
- Castlevania: Aria of Sorrow

### SonyPlayStation 2
- Castlevania: Lament of Innocence
- Castlevania: Curse of Darkness
- Rumble Roses: The Thorn of Jusice
- Suikoden III
- Suikoden IV
- Suikoden V
- The Sword of Etheria

### MicrosoftXbox
- Castlevania: Curse of Darkness

### Nintendo DS
- Castlevania: Dawn of Sorrow (com Masahiko Kimura)
- Castlevania: Portrait of Ruin (com Yuzo Koshiro)
- Castlevania: Order of Ecclesia (com Yasuhiro Ichihachi)

### PlayStation Portable
- Castlevania: The Dracula X Chronicles (somente a Serenade of Sympathy)